# Gwen Stacy
Gwendolyne Maxine "Gwen" Stacy è un personaggio dei fumetti statunitensi, creato da Stan Lee (testi) e Steve Ditko (disegni), pubblicato dalla Marvel Comics. La sua prima apparizione avviene in Amazing Spider-Man (vol. 1) n. 31 (dicembre 1965).
Studentessa universitaria e figlia di George Stacy e Helen Stacy, Gwen è stata il primo grande interesse romantico di Peter Parker dopo il suo diploma di liceo, prima di essere uccisa durante uno scontro mortale tra Peter e il suo acerrimo nemico Norman Osborn in The Amazing Spider-Man n. 121. (giugno 1973). La morte di Gwen è un punto di svolta sia nella storia dell'Uomo Ragno, che nel fumetto statunitense, in generale. La sua morte ha perseguitato Peter per anni e le storie pubblicate molto tempo dopo indicano che Gwen ha ancora un posto speciale nel suo cuore. Nelle realtà alternative di Ultimate Marvel e Spider-Gwen, una Gwen ancora in vita diventa rispettivamente le versioni del loro universo di Carnage e Spider-Woman.
Gwen è stata interpretata da Bryce Dallas Howard in Spider-Man 3 (2007) e da Emma Stone nella dilogia The Amazing Spider-Man (2012-2014). In versione Spider-Gwen è doppiata da Hailee Steinfeld nel film d'animazione Spider-Man - Un nuovo universo (2018) e nel suo sequel Spider-Man: Across the Spider-Verse (2023), e riprenderà il ruolo in terzo capitolo ancora in fase di lavorazione.

## Biografia del personaggio
Gwen è la figlia dell'ex capitano della polizia George Stacy e di Helen Stacy. Incontra Peter Parker in quanto entrambi studiano all'Empire State University; inizialmente si interessa a lui e prova ad avvicinarlo, ma Peter la respinge, in quanto è turbato dal fatto che sua zia May si trovi in ospedale. Indispettita, Gwen frequenta Flash Thompson e Harry Osborn per far ingelosire Peter, finché tra i due non si sviluppa una genuina storia d'amore, in quanto Gwen, specializzata in biochimica, apprezza l'intelletto di Peter. Diventano ufficialmente una coppia quando Parker lascia Mary Jane Watson, ritenendola superficiale ed egocentrica.
Il rapporto tra Gwen e Peter subisce un duro colpo quando George Stacy resta ucciso durante una battaglia tra Spider-Man e il Dottor Octopus: Gwen incolpa Spider-Man per la morte del padre e parte in Europa per fare fronte alla sua perdita, sperando che Parker la fermi chiedendole di sposarla. Nonostante Peter sia tentato, non riesce in quanto si sente in colpa. L'amore che Gwen prova per Peter la spinge a tornare a New York, dove riaccende la relazione con Peter.
Inizialmente sarebbe stato previsto che Gwen diventasse il principale interesse amoroso di Parker, ma Mary Jane Watson ebbe un'inaspettata popolarità tra i lettori dopo il suo debutto e furono inviate molte richieste affinché diventasse lei il principale interesse amoroso di Peter.

### Morte
La decisione di uccidere Gwen derivò dal fatto che gli autori ritennero Mary Jane un personaggio molto più interessante da portare in prima linea, mentre Gwen era solo "una brava persona". 
Quando Norman Osborn, acerrimo nemico di Spider-Man riacquista la memoria, ricorda la sua identità criminale di Goblin, così come la vera identità dell'Uomo Ragno; per colpirlo negli affetti, rapisce Gwen e la lancia dal ponte di Brooklyn. Spider-Man interviene lanciando una ragnatela che afferra la gamba della ragazza, frenandone la caduta prima che arrivi al suolo, ma poi constata che è morta. Non viene mai chiarito completamente se sia stato l'arresto improvviso della caduta a ucciderla spezzandole il collo, oppure se fosse già morta prima di essere lanciata nel vuoto.

### La saga del clone
Il professor Miles Warren da sempre innamorato di Gwen dopo la sua morte l'avrebbe clonata. Alla fine, il clone si creò la propria identità, ma in seguito fu uccisa dal suo prototipo, che poi morì per mano di Kaine.

### Peccati dal passato e i "gemelli Stacy"
Le circostanze della sua morte sono state in parte oggetto di retcon nella saga Peccati del passato: si è scoperta l'esistenza di due gemelli nati da un atto sessuale con Norman Osborn. Gwen andò in Europa per partorire i gemelli. I due (un ragazzo e una ragazza, Gabriel e Sarah) hanno capacità fisiche straordinarie perché il loro DNA sarebbe contaminato dal siero del Goblin dello stesso Osborn e per lo stesso motivo invecchiano più rapidamente della norma: infatti (contando che nell'universo Marvel sono passati pochi anni) i due sono già adulti sviluppati, sulla ventina d'anni.
Mary Jane Watson era l'unica persona al corrente di ciò che era successo, poiché Gwen aveva preso la decisione di parlarne con Peter Parker poco prima di morire, senza più fare in tempo a dirglielo.
In seguito, in Thunderbolts 120, Norman Osborn, direttore dei Thunderbolts, quando un gruppo di telepati che si sono fatti catturare volontariamente sconvolgono il monte dei Thunderbolts, decide di togliere dal chiodo il costume da Goblin; mentre ha un soliloquio accenna all'aver messo incinta una ragazza e averle rotto il collo in pubblico, successivamente quando annusa il costume dice che «odora ancora di morte, di biondine e di vittoria". 
Tuttavia, durante l'evento Sinister War , è stato rivelato che i due gemelli non sono in realtà figli di Gwen Stacy, ma esseri mutanti creati in laboratorio dalla versione Artificiale del defunto Harry Osborn e l'ex collega di Norman Osborn, Mendel Stromm. Infatti, la versione IA di Harry Osborn aveva architettato un piano per vendicarsi del padre facendogli credere di aver sedotto Gwen Stacy e aver finalmente ottenuto gli eredi da sempre desiderati. Questi ultimi erano stati, in realtà, creati in laboratorio e morivano continuamente non a causa del DNA di Osborn, ma per problemi nella clonazione. Con l'aiuto di Mysterio e Camaleonte, quindi, Norman Osborn e Mary Jane Watson vennero ipnotizzati e convinti di questa relazione clandestina fra la bionda e lo stesso Osborn, in realtà mai accaduta. I due gemelli sono stati poi utilizzati dalla versione IA di Harry Osborn come corpi per ospitare la coscienza del demone Kindred, ovvero la proiezione infernale dello stesso Harry Osborn deceduto durante l'arco narrativo Nemici del cuore. Una volta scoperta la vera natura dei gemelli, Norman Osborn provò a far ragionare i due che, nel frattempo, si erano rivelati come i Kindred che avevano perseguitato Peter e lo stesso Norman negli ultimi mesi. Dopo un feroce scontro con Spider-Man e il nuovo Harry Osborn (anch'egli rivelatosi un clone), quest'ultimo venne ucciso dai gemelli. Tuttavia, nel frattempo Mephisto aveva perso la sua partita contro il Dottor Strange, venendo costretto a sopprimere i due, a cui aveva donato vita eterna fermando il processo di deterioramento del loro corpo. Crollati a terra senza vita, vennero pianti da Peter Parker, che aveva ormai compreso come i due fossero stati manovrati e comandati per la loro intera esistenza.

### Il complotto del clone
Gwen sarebbe poi stata clonata ancora dal nuovo Sciacallo Ben Reilly e il clone si sarebbe poi chiarito con Peter e passato dalla sua parte. Questo clone verrà distrutto come molti altri dalle azioni del Dottor Octopus.

## Altre versioni

### What if Gwen Stacy had lived
In questa realtà l'Uomo Ragno anziché lanciare la ragnatela si butta giù dal ponte e riesce a salvare Gwen Stacy. Una volta risvegliata, Peter rivela la sua doppia identità e le propone di sposarla. Alla fine Gwen accetta. Dopo qualche giorno in un incontro tra Harry Osborn e l'Uomo Ragno, Norman Osborn si rivela come Goblin: ha registrato la conversazione e vuol far saltare in aria la sua casa per uccidere l'Uomo Ragno, sé stesso e suo figlio ma, vedendo suo figlio che voleva dare la vita per proteggerlo, si commuove e la sua personalità di Goblin muore. Qualche tempo dopo Peter e Gwen si sposano: alla fine della cerimonia però J.Jonah Jameson entra con dei poliziotti per arrestare Peter, perché Norman Osborn (nella sua personalità di Goblin) aveva mandato la registrazione a Jameson in cui rivelava la vera identità dell'Uomo Ragno. I poliziotti cercano di arrestarlo ma Peter scappa ed è costretto a nascondersi. La storia si conclude con Robbie che promette a Gwen di fare di tutto il possibile, per screditare il Daily Bugle, e discolpare Peter, affinché i due possano riunirsi.

### Era di Apocalisse
Nell'era di Apocalisse Gwen fa parte di una coalizione di umani che si ribella ad Apocalisse: gli altri membri, oltre a Gwen sono: Clint Barton, Donald Blake (Thor), Carol Danvers Gateway, Ben Grimm, Tony Stark, Susan Storm e Victor Von Doom.

### House of M
Quando Wanda Maximoff ha riplasmato la realtà in quella di House of M, Gwen Stacy è stata resuscitata; in questo nuovo universo è sposata con Peter, che è divenuto un famoso wrestler ed attore. Hanno avuto un bambino di nome Richie. Gwen aiuta anche il marito a gestire la sua società, la Spiderman Inc.. Curiosamente nei film che Peter ha girato in questa realtà il suo ruolo è stato interpretato da Mary Jane.

### Ultimate
In Ultimate Spider-Man il personaggio è presentato con un carattere molto diverso dalla versione classica. Ragazza esuberante e ribelle, si sente attratta da Peter Parker senza che il loro rapporto sfoci mai in una vera relazione, pur nascendo una profonda amicizia. È stata uccisa da Carnage, suscitando grande rabbia nell'Uomo Ragno.
È stata clonata dal Dottor Octopus. Nel processo di clonazione però ha modificato la ragazza donandole speciali poteri che non riesce a controllare, infatti può trasformarsi in Carnage. Nell'arco narrativo La guerra dei simbionti dopo essere stata assorbita da Venom, il simbionte al suo interno è scomparso ed è tornata a vivere con Peter e sua zia. Dopo Ultimatum, si scopre che Peter e Gwen hanno iniziato a stare insieme; per circostanze poco chiare MJ e Peter si sono lasciati. Dopo la morte di Peter, Gwen ha incontrato Miles Morales, agli inizi della carriera come Spiderman, dandogli la sua approvazione.

### Spider-Gwen
Su Terra-65, una delle realtà alternative del Multiverso Marvel, Gwen Stacy non è stata uccisa da Goblin, ma è stata morsa dallo stesso ragno radioattivo che ha morso nel canone ufficiale Peter Parker, il quale è morto in questa Terra in cui Gwen ha assunto il ruolo di supereroe con il nome di Spider-Woman. La serie prende il nome di "Spider-Gwen". Dopo una prima miniserie nel 2015, Spider-Gwen (vol. 1), dedicata a questa versione alternativa del personaggio, nel 2016 le è stata dedicata una serie regolare, Spider-Gwen (vol. 2), all'interno della linea editoriale All New All Different Marvel, che ne riprende le vicende da dove si erano interrotte prima degli eventi di Secret Wars. Spider-Gwen è stata una delle protagoniste del ciclo narrativo Spider-Verse.
Il personaggio compare anche su Web Warriors di Mike Costa come uno dei protagonisti della testata.
Spider-Gwen è inoltre una dei protagonisti dei film di animazione Spider-Man - Un nuovo universo, Spider-Man: Across the Spider-Verse e Beyond the Spider-Verse, doppiata da Hailee Steinfeld nella versione originale e da Roisin Nicosia nella versione in italiano.

## Poteri e abilità
Gwen Stacy ha un livello di intelligenza alto quanto quello di Peter Parker. Studentessa di biochimica di talento, ebbe una laurea in scienze, anche se non sopravvisse a lungo a causa dello scontro tra Peter e Norman Osborn. Ha competenze investigative: seguendo le orme del padre, George Stacy, ha aiutato la polizia in alcuni casi.
In una dimensione alternativa (la Terra 65), veste i panni di Spider-Woman (chiamata anche Ghost-Spider o Spider-Gwen) e ha acquisito i poteri di un ragno irradiato, tutti moltiplicati alla taglia umana: ha forza, resistenza, agilità, riflessi e velocità fenomenali, la capacità di aderire e arrampicarsi su muri e soffitti grazie ad un tatto antiscivolo che richiede uno sforzo cosciente, e un "senso di ragno" premonitore. Oltre ai suoi poteri di ragno, Gwen è una detective qualificata, una musicista che suona la batteria in una band e un'abile combattente corpo a corpo, sebbene (a detta di Silk) non portata nel fare a pugni. Come l'originale Uomo Ragno, anche Spider-Gwen porta una coppia di bracciali meccanici che lanciano ragnatele artificiali.

## Altri media

### Televisione
- Il personaggio appare nell'ultimo episodio della serie animata Spider-Man - L'Uomo Ragno (1994), come fidanzata di un Uomo Ragno di un universo alternativo, che è diventato ricco e possiede un'industria come Tony Stark, inoltre lo zio Ben di quel Uomo Ragno era ancora vivo. Non appare come personaggio principale poiché gli sceneggiatori non ritennero adatto mostrare la sua morte al pubblico di bambini cui la serie era destinata. Di conseguenza, nella serie, ad essere gettata giù dal ponte di Brooklyn dal Goblin è Mary Jane (che finisce però in un varco dimensionale spalancato da un congegno del Goblin) e alcuni particolari del suo background e della sua caratterizzazione sono stati mescolati con quelli di Felicia Hardy.
- In The Spectacular Spider-Man (2008), Gwen è invece un personaggio principale. Inizialmente è una ragazza timida e poco attraente, segretamente innamorata di Peter. I due condividono un bacio, ma lui si fidanza con Liz Allan e lei, pur non amandolo, si fidanza con Harry Osborn. Alla fine della serie Peter e Gwen decidono di lasciare i loro rispettivi fidanzati per stare insieme. Peter lascia Liz ma Gwen non se la sente di lasciare Harry dato che gli è appena morto il padre, e quindi è costretta a stargli accanto pur amando Peter. Non si sa come la storia sarebbe andata avanti poiché la serie è stata cancellata.

### Cinema

#### Trilogia di Sam Raimi
- In Spider-Man 3 (2007), di Sam Raimi, il personaggio è interpretato da Bryce Dallas Howard. Questa controparte si differenzia molto da quella del fumetto. Infatti nel film è una ragazza frivola e fa la modella. Nel film, Gwen ha una relazione con Eddie Brock, ma in seguito la ragazza lo lascerà dopo che quest'ultimo, pur di ottenere un posto fisso al Daily Bugle, pubblica una foto falsa su Spider-Man mentre rapina una banca. Dopo che Brock perde il posto di lavoro, Peter, sotto l'influenza del simbionte, corteggia ed invita Gwen al jazz club dove lavora Mary Jane Watson, probabilmente facendole credere di aver rotto con quest'ultima. Infine passerà la serata ballando in maniera romantica con la ragazza, inducendola a credere di provare dei sentimenti per lei ed incurante di spingersi oltre. Tutto ciò si rivelerà una messinscena per riconquistare Mary Jane. Gwen si renderà conto di tutto ciò e, dopo aver chiesto scusa a Mary Jane, lascia il locale rattristata ed imbarazzata. In seguito sarà presente al funerale di Harry Osborn, insieme al padre.

#### Serie di filmThe Amazing Spider-Man

Gwen Stacy interpretata da Emma Stone in The Amazing Spider-Man 2 - Il potere di Electro (2014)

- In The Amazing Spider-Man (2012) per interpretare Gwen Stacy è stata ingaggiata Emma Stone. Qui è la protagonista femminile del film e principale interesse amoroso di Peter Parker, e lavora per il dottor Curt Connors. Si fidanza con Peter, che le rivela la sua doppia identità.
- In The Amazing Spider-Man 2 - Il potere di Electro (2014) muore quando precipita nella torre dell'orologio e Peter tenta di salvarla fermandola con una ragnatela, ma l'inerzia della caduta le spezza il collo uccidendola accidentalmente senza volerlo. Inoltre ha aiutato Peter nelle sue azioni da Spider-Man in più di un'occasione.
- Gwen Stacy viene solo menzionata da Peter Parker (soprannominato qui "Peter-Tre") davanti alla sua controparte (soprannominata qui "Peter-Uno") nel film del Marvel Cinematic Universe Spider-Man: No Way Home (2021). Dopo gli eventi del film The Amazing Spider-Man 2 - Il potere di Electro, Peter è rimasto profondamente scosso dalla sua morte e a causa di ciò, quando ha ripreso la sua attività di supereroe, ha trascurato la sua vita come Peter Parker e adottato col tempo metodi sempre più brutali e violenti contro i propri nemici nei panni di Spider-Man,  suggerendo a Peter-Uno di non prendere la sua stessa strada dopo la notizia della morte di May Parker.

## Accoglienza

### Fumetti
Gwen Stacy risulta 89ª nella classifica delle "100 donne più sexy dei fumetti" di Comics Buyer's Guide.

### Spider-Gwen
La Spider-Woman di Gwen Stacy è stata accolta con recensioni positive da parte della critica. Il suo design è citato come una scelta popolare per cosplay e fan art. Andrew Wheeler di ComicsAlliance ha ritenuto che anche se Gwen Stacy avrebbe dovuto rimanere morta, il costume lo ha ispirato a rivederla. Lo ha anche citato come un potenziale costume da supereroe preferito da anni. Il direttore creativo di Marvel Games, Bill Rosemann, ha descritto Gwen Stacy come "uno dei più grandi progetti di supereroi moderni". Jesse Schedeen di IGN, esaminando il primo numero di Spider-Gwen, ha detto che il personaggio non è mai apparso come una semplice variante femminile di Peter Parker ed era anche distinto da Jessica Drew, Julia Carpenter, Mayday Parker, Anya Corazon e altre donne in costume a tema di ragno. Jessie Schedeen ha detto che Gwen aveva "la sua serie di problemi e il suo tipo di umorismo". Doug Zawisza, scrivendo per Comic Book Resources, ha descritto Gwen Stacy come "simpatica e divertente, conflittuale ma determinata e veloce con uno zinger", aggiungendo: "Latour dà a Gwen problemi del mondo reale e supereroici. Ha problemi familiari e problemi di percezione."
Il personaggio ha attirato l'attenzione critica su una prospettiva femminista. Aja Romano del Daily Dot ha ritenuto che la nuova interpretazione di Gwen Stacy fosse una nuova versione della sua versione originale a causa di un tropo comune di donne che muoiono per amore dell'angoscia degli uomini. Ha elogiato il fatto che invece di interpretare il ruolo della ragazza di un supereroe, Latour l'ha concepita come una "persona completamente formata". Joshua Rivera di Entertainment Weekly ha ritenuto che "Spider-Gwen ha successo perché non è un'inversione superficiale, ma un esame di ciò che rende Spider-Man un personaggio importante." Ryan Lynch di Screen Rant l'ha definita la seconda più grande versione alternativa di Spider-Man, dicendo che le sue storie erano "una visione unica del mito del ragno che ha fornito storie uniche basate su personaggi arricchiti con una scrittura intelligente". Mark Ginnochio, scrivendo per Comicbook.com, ha detto che il debutto del personaggio è stato la quarta migliore storia alternativa di Spider-Man, e che anche se Gwen Stacy era un nuovo personaggio, era sulla buona strada per affermarsi come una delle supereroine più popolari della Marvel.

### FilmThe Amazing Spider-Man
L'interpretazione di Emma Stone nei panni di Gwen Stacy ha ricevuto recensioni positive dalla critica e un ampio riconoscimento. I critici hanno elogiato la chimica di Stone con Andrew Garfield sia in The Amazing Spider-Man che in The Amazing Spider-Man 2, e il fatto che il personaggio fosse significativamente più arricchito rispetto a Gwen Stacy nella trilogia di Sam Raimi. In una recensione del primo film, Stephanie Zacharek di Movieline ha scritto che "non aveva alcun desiderio specifico di vedere la serie resuscitata. Ma guardare Garfield e Stone mi ha fatto pensare che farlo non fosse una cattiva idea". Dopo l'uscita di The Amazing Spider-Man 2, Alison Willmore di BuzzFeed ha citato la performance di Stone e la storia d'amore di due persone "irrimediabilmente innamorate l'una dell'altra" come punti salienti del film, con le altre sottotrame e cattivi che servono a "complicare la relazione tra Peter e Gwen." Ha anche definito la storia d'amore "insolitamente attraente" per un film di supereroi altrimenti cliché.
Il sito web ufficiale di Sony Pictures per The Amazing Spider-Man ha descritto Gwen Stacy come "intelligente, carismatica e ribelle". La Stone ha descritto il suo personaggio come "la ragazza di un papà" che è molto responsabile e protettiva nei confronti della sua famiglia e ama la scienza. Ha detto del suo carattere, "offre a Parker un mondo di stabilità, di un'unità familiare non rovinata dalla perdita dei genitori e, al di là del fascino fisico, i due forgiano una connessione intellettuale sul loro comune amore per la scienza." Il suo personaggio, ha spiegato, "è bloccato tra [suo padre] il Capitano e Peter Parker e Spider-Man, che hanno modi diversi di cercare giustizia nelle loro vite" che ha ritenuto fosse una cosa divertente da esplorare. Dana Stevens di Slate ha descritto il personaggio "come la sostanza dei sogni di un nerd dei fumetti: una donna dolce, intelligente e spiritosa in maglioni modesti, minigonne, calze e stivali alti fino alle cosce".
La relazione di Gwen e Peter viene ulteriormente esplorata in The Amazing Spider-Man 2. Quando gli è stato chiesto della loro relazione nel sequel, Stone ha detto: "Lei lo salva più di quanto lui salva lei. È incredibilmente utile per Spider-Man ... Lui è il muscolo, lei è il cervello." Emily Kubincanek di Film School Rejects osserva che a differenza di Mary Jane Watson, l'interesse amoroso principale nella trilogia di Raimi, Gwen Stacy, come interpretato nei film di Marc Webb, fornisce un "sentimento di collaborazione" nella sua relazione con Peter Parker ed è più che disposta ad aiutarlo nelle sue battaglie, anche a costo della propria vita quando lei lo aiuta contro Electro e viene successivamente presa di mira e uccisa dal Goblin.